# SF3B4
SF3B4‏ (Splicing factor 3b subunit 4) هوَ بروتين يُشَفر بواسطة جين SF3B4 في الإنسان.